# Nord-Gudbrandsdals prosteri

Prosterier i Hamars stift. Det gula området på kartan är Nord-Gudbrandsdals prosteri.

Nord-Gudbrandsdals prosteri (norska: Nord-Gudbrandsdal prosti) är ett kontrakt (prosteri, norska: prosti) i Hamars stift inom Norska kyrkan. Kontraktet omfattar kommunerna Dovre, Lesja, Lom, Nord-Fron, Sel, Skjåk och Vågå i Innlandet fylke i östra Norge.
Namnet syftar på att kontraktet omfattar den norra delen av landskapet Gudbrandsdalen.

## Socknar
Nord-Gudbrandsdals prosteri består av 16 socknar (norska: sokn eller sogn) inom sju kyrkliga samfälligheter (norska: kirkelige fellesråd), motsvarande kommunerna:

### Dovre kyrkliga samfällighet
- Dombås socken
- Dovre socken

### Lesja kyrkliga samfällighet
- Lesja og Lesjaskogs socken

### Loms kyrkliga samfällighet
- Bøverdalens socken
- Garmo socken
- Loms socken

### Nord-Frons kyrkliga samfällighet
- Kvams socken
- Kvikne socken
- Skåbu socken
- Sødorps socken

### Sels kyrkliga samfällighet
- Heidals socken
- Nord-Sels socken
- Sels socken

### Skjåks kyrkliga samfällighet
- Nordbergs socken
- Skjåks socken

### Vågå kyrkliga samfällighet
- Vågå socken